# Monarcha richardsii
El monarca de Richards (Monarcha richardsii) es una especie de ave paseriforme de la familia Monarchidae endémica las islas Nueva Georgia, en el sudoeste de las islas Salomón.